# Nora Darrhar
Nora Nezha Jihane Darrhar, née le 21 août 1992, est une joueuse marocaine de beach-volley.

## Carrière
Elle remporte la médaille d'or des Jeux africains de plage de 2019 avec Imane Zeroual et des Championnats d'Afrique de beach-volley 2022 à Agadir.